# Талавера, Уго
У́го Рика́рдо Талаве́ра Вальде́с (исп. Hugo Ricardo Talavera Valdez; род. 31 октября 1949, Асунсьон) — парагвайский футболист, выступавший на позициях полузащитника и нападающего. В 1979 году выиграл с асунсьонской «Олимпией» Кубок Либертадорес, Межконтинентальный кубок, Межамериканский кубок, чемпионат Парагвая, и одновременно со сборной страны — Кубок Америки. В том году был капитаном как «Олимпии», так и сборной Парагвая.

## Биография
Уго Талавера начинал заниматься футболом в клубе «Колехио Кристо Рей», затем, в конце 1960-х годов, провёл несколько матчей за молодёжную команду асунсьонского «Насьоналя». На профессиональном уровне дебютировал в 1970 году в составе «Гуарани». С 1971 по 1975 год выступал за «Серро Портеньо» — вначале в середине поля на позициях 6-го или 8-го номеров, а затем, после перехода в «Сарагосу» Сатурнино Арруа — на месте атакующего полузащитника (10-й номер). Талавера стал бесспорным лидером «циклона» и помог своей команде трижды подряд выиграть чемпионат Парагвая.
В 1975 году Талавера вместе с двумя партнёрами (Альсидесом Барейро и Сильвио Троче) перешёл в «Олимпию», где с 1978 года сформировалась команда, шесть лет подряд выигрывавшая чемпионат Парагвая. В 1979 году Уго Рикардо Талавера выиграл с «Олимпией» Кубок Либертадорес, а затем, обыграв по сумме двух матчей финалиста Кубка европейских чемпионов «Мальмё» (победитель, «Ноттингем Форест», отказался играть), завоевал Межконтинентальный кубок. Впоследствии «Олимпия» выиграла и значительно менее престижный Межамериканский кубок.
Параллельно Тала выступал в сборной Парагвая. В 1979 году, как и четырьмя годами ранее, Кубок Америки разыгрывался без единой страны-организатора, все стадии турнира проходили по олимпийской системе на вылет — дома и в гостях, и продолжался с июля по декабрь. Уго Талавера был капитаном «альбиррохи», провёл пять матчей в турнире, забил два гола, в том числе в ответной полуфинальной игре против Бразилии на Маракане, закончившейся вничью 2:2, благодаря чему в финал попала именно парагвайская команда (в некоторых источниках этот гол записан на Мильсиадеса Мореля). После этой победы в качестве капитана Талавера обратился к руководству Ассоциации футбола Парагвая с требованием игроков увеличить премию за возможную победу в Кубке Америки. Тогдашний президент АПФ Николас Леос отстранил от финала «строптивого» капитана, а в тренерском штабе обосновали неучастие Талаверы в первой финальной игре «травмой» (Парагвай разгромил Чили 3:0). Уго всё же сыграл в ответной игре в Сантьяго (поражение 0:1), но в дополнительной игре также отсутствовал. На «Хосе Амальфитани» сборные сыграли вничью 0:0 и Парагвай был провозглашён чемпионом за счёт лучшей разницы мячей в финале. Таким образом, Талавера стал одним из восьми игроком «Олимпии», которые выиграли в 1979 году абсолютно все турниры в мировом футболе, в которых принимали участие.
Также со сборной Парагвая Уго Талавера принял участие в Кубке Америки 1975 года, но «гуарани» не смогли преодолеть групповой этап.
В 1980 году выступал в Аргентине за «Ньюэллс Олд Бойз», но довольно скоро вернулся в «Олимпию». Помимо шести подряд чемпионств (1978—1983) Талавера помог «королям кубков» выиграть и чемпионат Парагвая 1985 года. Завершил карьеру футболиста в 1986 году.
Уго Рикардо Талавера стал дипломированным архитектором. В 2001 году получил тренерскую лицензию. В 2005 году непродолжительное время возглавлял «Олимпию» в качестве главного тренера.
От первого брака у Уго Талаверы есть сын Уго Херонимо. Также есть дочери Макарена, Алехандра и Вероника. Женат на Роси Ангуло.

## Титулы
- Чемпион Парагвая (10): 1972, 1973, 1974, 1978, 1979, 1980, 1981, 1982, 1983, 1985
- Обладатель Кубка Либертадорес (1): 1979
- Обладатель Межконтинентального кубка (1): 1979
- Обладатель Межамериканского кубка (1): 1979
- Обладатель Кубка Америки (1): 1979